# Снастин, Василий Иванович
Василий Иванович Снастин (31 декабря 1913, Москва — 30 января 1976, СССР) — советский деятель, 1-й заместитель заведующего отделом пропаганды и агитации ЦК КПСС по союзным республикам, 1-й заместитель заведующего идеологическим отделом ЦК КПСС, ректор заочной Высшей партийной школы при ЦК КПСС. Член Центральной Ревизионной Комиссии КПСС в 1961—1966 годах. Кандидат философских наук.

## Биография
Родился 31 декабря 1913 (по другим данным — в 1914 году) в рабочей семье выходцев из Ряжского уезда Рязанской губернии.
В 1933 году окончил Московский педагогический техникум.
В 1933—1935 годах — учитель средней школы в Москве.
В мае 1935—1937 годах — в Красной армии.
В 1937—1940 годах — на комсомольской работе в Москве.
Член ВКП (б) с 1939 года.
В 1940—1942 годах — слушатель Высшей партийной школы при ЦК ВКП (б).
В 1942—1948 годах — в Красной Армии на политической работе, участник Великой Отечественной войны. Служил на политической работе в 1-м прожекторном полка Московского военного округа, был лектором Управления агитации и пропаганды Главного политического управления РККА. В 1945 году служил лектором Политического управления при главнокомандующем советскими войсками на Дальнем Востоке, участник советско-японской войны .
В 1948—1951 годах — аспирант Академии общественных наук при ЦК ВКП (б).
В 1951—1956 годах — лектор отдела пропаганды и агитации ЦК ВКП (б), заместитель заведующего, заведующий сектором отдела пропаганды и агитации ЦК КПСС.
В 1956 — декабре 1962 года — заместитель, 1-й заместитель заведующего отделом пропаганды и агитации ЦК КПСС по союзным республикам.
В декабре 1962—1965 года — 1-й заместитель заведующего идеологическим отделом ЦК КПСС.
В 1965—1968 годах — 1-й заместитель председателя правления Всесоюзного общества «Знание».
В 1968 — 30 января 1976 — ректор заочной Высшей партийной школы при ЦК КПСС.
Умер 30 января 1976. Похоронен на Новодевичьем кладбище Москвы.

## Награды
- орден Отечественной войны II ст. (24.06.1944)
- орден Красной Звезды (2.09.1945)
- два ордена Трудового Красного Знамени
- два ордена «Знак Почета»
- медаль «За оборону Кавказа» (1.05.1944)
- медаль «За победу над Германией в Великой Отечественной войне 1941—1945 гг.»
- медаль «За победу над Японией»
- медаль «За боевые заслуги» (15.11.1950)
- медали